# Xã Spring Prairie, Quận Clay, Minnesota
Xã Spring Prairie (tiếng Anh: Spring Prairie Township) là một xã thuộc quận Clay, tiểu bang Minnesota, Hoa Kỳ. Năm 2010, dân số của xã này là 368 người.